# Edmund Harbitz
Edmund Theobald Harbitz, född 2 oktober 1861 i Kristiania (nuvarande Oslo), död där 7 maj 1916, var en norsk jurist och kommunalpolitiker (Høyre). Han var bror till Francis Harbitz. 
Harbitz blev student 1880, juris kandidat 1884, høyesterettsadvokat 1889 och etablerade 1890 tillsammans med C.F. Michelet advokatfirman Harbitz & Michelet, som snabbt blev en av de främsta i Kristiania. Vid sidan av sin advokatgärning tillhörde han från 1899 till sin död kommunstyrelsen. Från 1899 till 1901, då han avsade sig omval, var han stadens ordförande. År 1897 invaldes han i Kristiania konservative Forenings fællesstyre och var dess ordförande 1898–1904. Han var medlem av en mängd kommunala kommittéer, 1902–14 ordförande i "Morgenbladets" direktion och från 1898 fullmäktig vid Nobelstiftelsen i Kristiania.